# Барсук Володимир Олексійович
Володи́мир Олексі́йович Барсу́к (5 січня 1939, Любарка Народицького району Житомирської області — 10 грудня 2004, Київ) — український радянський журналіст, кіносценарист. Кандидат філософських наук (1974).

## Життєпис

Могила Володимира Барсука, Байкове кладовище

Закінчив 1961 року Київський університет, 1974 — Академію суспільних наук при ЦК КПРС.
У 1961—1971 роках працював у системі Держтелерадіо УРСР, з 1974 по 1990 — відповідальний працівник ЦК КП УРСР.
З 1990 по 1992 — помічник прем'єр-міністра України Вітольда Фокіна, в 1992—1994 — заступник керівника інформаційно-аналітичної служби Президента України, з квітня по серпень 1994 — голова Національної ради України з питань телебачення і радіомовлення.
Починаючи 1995 роком — консультант-помічник народного депутата України Леоніда Кравчука.
Автор кіносценаріїв:
- «Енергія творення» — 1979,
- «Відродження» — у співавторстві, за книжкою Л. І. Брежнєва, 1979,
- «Робота партійна» 1985,
- «На прицілі ваш мозок» — 1989.

Нагороджений Шевченківською премією 1980 року — разом з Альбертом Путінцевим — співавтор сценарію, Олександром Бузилевичем, Віктором Кущем — оператори — за публіцистично-документальний телефільм за книжкою Брежнєва «Відродження» студії «Укртелефільм».
Помер у 65-річному віці 10 грудня 2004 року. Похований разом з дружиною на Байковому кладовищі (ділянка № 49б, 50°25′2.91″ пн. ш. 30°30′3.17″ сх. д. / 50.4174750° пн. ш. 30.5008806° сх. д.).